# WiseGirls (film)
Pour plus de détails, voir Fiche technique et Distribution.
WiseGirls est un film américain réalisé par David Anspaugh sorti en 2002.
Le film est interprété notamment par Mira Sorvino, Mariah Carey et Melora Walters. Il fut présenté en première au Festival du film de Sundance en 2002.

## Synopsis
À la suite du décès de son petit ami, Meg Kenedy trouve refuge chez sa grand-mère à New-York ou elle souhaite refaire sa vie. Elle trouve alors un travail de serveuse dans un restaurant italien puis se lie d'amitié avec deux autres employées : Rayckel et Kate. Mais lorsqu'elle découvre que le restaurant en question est le quartier général de la mafia locale, sa vie bascule.

## Fiche technique
- Titre original : WiseGirls
- Titre français : WiseGirls
- Réalisation : David Anspaugh
- Scénario : John Meadows
- Costumes : Stephen Brown
- Décors : Linda Burton
- Photographie : Johnny Lensen
- Montage : Christopher Cibelli
- Musique : Keith Forsey
- Société de production :  Lions Gate Entertainment
- Pays d'origine :  États-Unis
- Langue : Anglais
- Genre : Thriller, Drame
- Format : Technicolor, 1,85, couleurs, son Dolby
- Durée : 92 minutes
- Dates de sortie : 13 janvier 2002 Festival du film de Sundance.

## Distribution
- Mira Sorvino : Meg Kennedy
- Mariah Carey : Raychel
- Melora Walters : Kate
- Arhur J. Nascarella : Mr. Santalino
- Saul Stein : Umberto
- Joseph Sivaro : Gio Esposito
- Christian Maelen : Frankie Santalino
- Anthony Alessandro : Lorenzo
- Louis Di Bianco : Deluca